# Ingénierie des transports

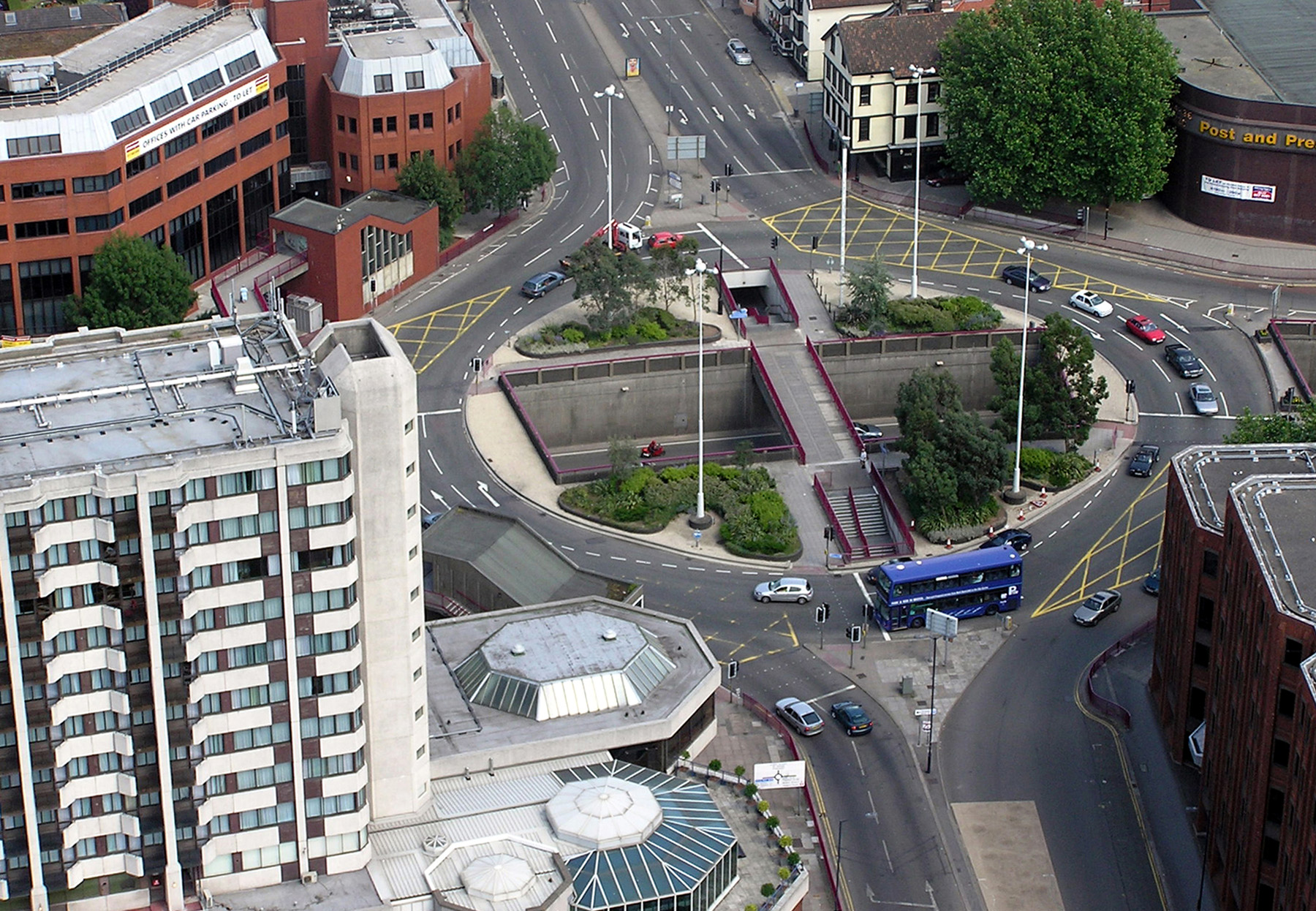
L'ingénierie de ce rond-point à Bristol, en Angleterre, tente de faire circuler le trafic librement.

L'ingénierie des transports est l'application de principes technologiques et scientifiques à la planification, la conception, l'exploitation et la gestion des installations destinés aux moyens de transport afin de garantir la sécurité, l'efficacité, la rapidité, le confort, la commodité du transport de personnes et de marchandises.
Parmi les sous-disciplines de l'ingénierie des transports on peut citer l'ingénierie ferroviaire et l'ingénierie marine.